# سرژی
شهر سرژی (به فرانسوی: Cergy) در شهرستان وال دوآز در ناحیه ایل-دو-فرانس با جمعیت ۵۸٬۲۶۵ نفر در کشور فرانسه واقع شده‌است